# Change Myself
『Change Myself』（チェンジ マイセルフ）は、日本の歌手真崎ゆかの4枚目のシングルとして2011年8月17日に発売された。

## 収録曲
1. Change Myself    
  - 東海テレビ・フジテレビ系全国ネット昼ドラ「明日の光をつかめ2」主題歌
2. Can’t Say Goodbye
3. Change Myself   (Intsrumental)
4. Can’t Say Goodbye (Intsrumental)